# Tropidopola cylindrica
Tropidopola cylindrica és una espècie d'ortòpter pertanyent a la família Catantopidae. És present a l'àrea litoral i prelitoral del Mediterrani occidental, des del nord d'Àfrica (Marroc, Algèria, Tunísia i Líbia) i la península Ibèrica (zona compresa entre la conca del Guadalquivir i la de l'Ebre) fins a la meitat meridional de la península Itàlica i Grècia, incloent Illes Balears, Còrsega, Sardenya i Sicília.
Es tracta d'un ortòpter molt difícil de localitzar en la natura, tant pels seus hàbits ecològics com per la seva cripsis i comportament defensiu. De fet, a la península Ibèrica i Balears no hi ha gaires cites confirmades, però totes són molt disperses, cosa que ens possibilita traçar una àrea de distribució imaginària. Aquestes pertanyen a les províncies d'Alacant, Almeria, Cadis, Castelló, Córdoba, Jaén, Lleida, Múrcia, Osca, Saragossa, Tarragona, València i a les illes de Mallorca i Menorca. Segons les dades proporcionades per Biodiversidad Virtual, a Espanya hi ha un pic d'adults en l'època primaveral (febrer-juny depenent de la localitat) i un altre en la tardor (entre setembre i octubre), amb uns pocs exemplars adults durant l'estiu, cosa que apunta cap a un cicle bivoltí (dues generacions anuals).

## Morfologia
Grandària mitjana: les mesures del mascle oscil·len entre els 29 i 33 mm, mentre que les de la femella entre els 32 i 40 mm. Coloració de marró a ocre, més rarament rogenca i a vegades verda. La forma del cos és molt característica, allargat i esvelt, quasi cilíndric (d'aquí prové el seu nom específic) amb els extrems aguts i unes potes no tan adaptades per saltar, sinó que les estan per aferrar-se i lliscar per les tiges de les gramínies, presentat unes tíbies i fèmurs curts i tarsos i puntes de les potes allargats.

## Ecologia
S'associa amb la vegetació que creix en zones humides, sobretot aiguamolls i marges fluvials, amb freqüència sobre Phragmites australis; en general s'ha trobat sobre Carex, Typha, Juncus i Phragmites, gèneres caracteritzat per la forma plana i allargada de les tiges, morfologia per a la qual està ben adaptat. Viu en zones de baixa altitud, paradoxalment en llocs àrids, fins i tot subdesèrtics i desèrtics, tot i que sempre restringit a la vegetació de ribera.